# Mia Martini
Mia Martini, született Domenica Bertè (Bagnara Calabra, 1947. szeptember 20. – Cardano al Campo, 1995. május 12.) olasz könnyűzenei énekes-dalszerzőnő.

## Élete

### Gyermek és fiatalkora
Családjában a négy leánygyermek közül ő volt a második. Nővére, Leda 1945-ben, szintén dalszerző-énekes húga, Loredana 1950-ben, Olivia 1957-ben született. Édesapjuk Giuseppe Radames Bertè latin–görög szakos középiskolai tanár volt, akinek erőszakos viselkedése beárnyékolta a család életét és az énekesnő gyerekkorát. Apja nadrágtartóval verte édesanyját. Amikor a családi otthonban Beethoven-zene szólt, abból tudta, hogy apja megint bántalmazza édesanyját, így húgát, Loredanát mindig magával vitte a közeli tengerpartra. Egyik alkalommal, félve apja erőszakosságától megszökött otthonról, amikor angolból 4-es jegyet kapott (az olasz iskolarendszerben elégtelen osztályzat), és Rómában találták meg. Teste tele volt karcolásokkal.
Apja édesanyjával való szakítása után Marchébe költözött, ahol tanári állást vállalt, átmenetileg elhagyta őket.
1964-ben megnyerte a bellaria zenei fesztivált a Come puoi farlo tu (Hogy tudod megtenni) című dalával, Mimi Bertè néven. Ezt újabb siker, az Ed ora che abbiamo litigato (Most, hogy épp veszekedtünk) című követte. Zenéjében olyan előadók voltak rá hatással, mint Etta James és Aretha Franklin. Akkoriban költözött szüleivel és testvéreivel Rómába. Itt húgával Loredanával és Renato Zeróval alkottak triót.
1969-ben négy hónapnyi börtönbüntetésre ítélték, mivel Szardínián egy diszkóban marihuána cigaretta volt nála.

### 1970-es évek: Fénykora

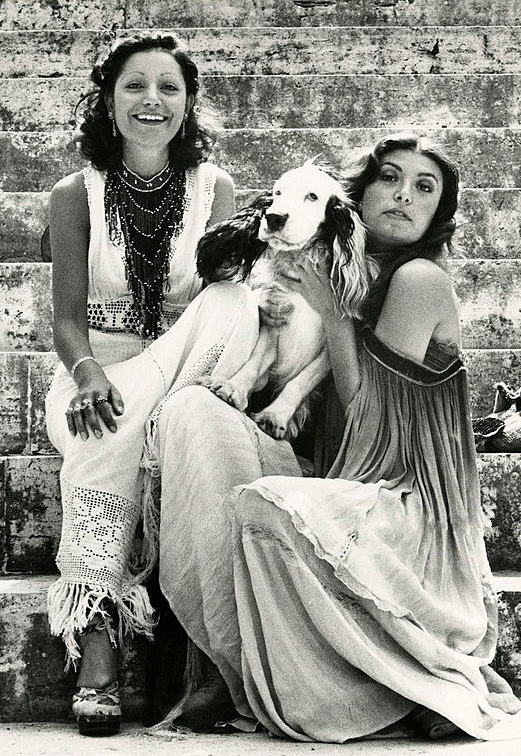
Mia Martini és húga, Loredana Bertè, 1973-ban

1970-ben találkozott Alberto Crocetta ügyvéddel és Patty Pravo énekesnővel, akik segítették karrierjében. Ekkor döntött úgy Mal, a Piper Club kiadó tulajdonosa, hogy a nemzetközi piaci lehetőségnek megfelelően Domenica felvegye a Mia Martini művésznevet. A Mia keresztnevet Mia Farrow-tól kölcsönözte, a Martinit pedig abból a három dologból vette, amikről a külföldieknek elsőként Olaszország jut eszükbe: spagetti, pizza és Martini (italmárka). 1972-ben immáron ezen a néven aratta első komoly sikerét; a Piccolo uomo (Kis férfi) című dalával megnyerte a Festivalbart. A dalhoz színes videó készült, amelyet Lignano Sabbiadoro üdülőtelepülésen forgattak.
Piccolo uomo című dala német, spanyol és francia nyelven is megjelent, emiatt az NSZK-ban, Franciaországban és Spanyolországban is ismertté vált. 1973-ban a Minuetto (Menüett) című dalával aratott komoly sikereket, amellyel részt vett az 1973-as Canzonissima műsorban is.
1974-ben jelent meg az Agapi mou című dal, amit görög nyelven énekelt el.
Lemezei számos országba eljutottak, a francia közönség őt tartotta az olasz Édith Piafnak, jellegzetes hangja miatt.
1977-ben ő képviselte hazáját a Londonban megrendezett Eurovíziós Dalfesztiválon, ahol a 18 versenyző közül a 13. helyezést érte el Libera (Szabad nő) című dalával. Ebben az évben kezdett együtt dolgozni Ivano Fossatti énekes-dalszövegíróval, akivel szerelmi viszonyba is került és szintén ebben az évben részt vett Tokióban a Yamaha Festiválon, amin megnyerte a fesztivál Kritikusok Díját a Ritratto di donna (Női képmás) című dalával.
1978-ban duettet énekelt Charles Aznavour francia sanzonénekessel Párizsban, az Olympia színházban.

### 1980-as évek: Átmeneti visszavonulása és újabb sikere
Anyagi és egészségi (méhfibróma) gondok nyomasztották.
1981-ben egyéves szünet után visszatért a zenei életbe, két komoly műtétet hajtottak végre hangszálain, mivel 1979-ben csomót fedeztek fel rajtuk. A műtét után egy évig néma volt. Hangja emiatt vált jellegzetesen rekedtessé. A külsejét teljesen megváltoztatta: rövid, fiúsra vágatta haját, és vastagabb szemöldököt hagyott meg magának. Abban sem volt biztos, hogy egyáltalán tud-e újra énekelni.
A rengeteg kritika miatt megszólalt Loredana Bertè énekesnő is, akit felháborított a zeneipar hozzáállása és az, hogy a nővére énekesként nem kapja meg azt az elismerést, amit megérdemelne.
1982-ben részt vett a Sanremói Dalfesztiválon E non finisce mica il cielo (Az égnek egyáltalán nincs vége) című dallal, amit Fossati írt neki. A fesztiválon azonban nem jutott be a döntőbe. Ebben az évben segített húgának Loredanának a Non sono una signora (Nem vagyok hölgy) című dala elkészítésében, amelyet duettben adtak elő.
1983-ban visszavonult a zenei élettől, mert – utólag egy interjúban elhangzott – állítása szerint: 

„Az életem lehetetlenné vált, bármit is tettem, semmilyen választ nem kaptam, és minden ajtó bezárult előttem. Voltak, akik féltek tőlem. Így például elutasították, hogy részt vehessek bármely olyan rendezvényen, ahol elvileg nekem is részt kellett volna vennem. Emlékszem, egy menedzser könyörgött, hogy ne vegyek részt egy bizonyos fesztiválon, mert egyik lemezkiadó sem állítaná velem egy színpadra a saját énekesét. Az egész helyzet olyan abszurdnak tűnt, emiatt döntöttem úgy, hogy visszavonulok.”

1985-ben a DDD lemezkiadó megpróbálta őt újraindítani a zenei életben, Sanremói Dalfesztiválon adta volna elő a Paolo Conte által írt Spaccami il cuore dalt, de a dalok kiválasztásában illetékes bizottság egyik női tagja még azt is elutasította, hogy egyáltalán meghallgassák. Aki megjegyezte, hogy „ha elismerjük őt, akkor a fesztiválnak vége lesz”. Emiatt anyagi gondjai voltak, és a hangulatjavítók rabja lett, ami később korai halálát is okozta.
1989-ben hat év után visszatért a zenei életbe az Almeno tu nell'universo (Legalább te a Világmindenségben) című dalával, amellyel a 9. helyezést érte el, és elnyerte a Kritikusok Díját. A figyelem ekkor Loredana húgának Björn Borggal kötött házassága folytán is rájuk irányult. Mina, a másik remek énekesnő volt egyik zenei partnere akkoriban, de több más híres énekessel is együttműködött.

### 1990-es évek
1990-ben a Sanremói Dalfesztiválra, a La nevicata del '56 ('56 havazása) című dallal tért vissza. (Az 1956 februárjában Rómában pusztított, -35 °C-os, dermesztő fagyok emlékére.) Még abban az évben Claudio Baglionival a Stelle di stelle (Csillagok csillagai) című duettet énekelte, amely Baglioni Oltre című albumában jelent meg.
1992-ben Sanremóban, a Gli uomini non cambiano (A férfiak nem változnak) című dalával újra nagy sikert aratott. Ugyanebben az évben másodszor is részt vett az Eurovíziós Dalfesztiválon, ezúttal negyedik helyezést ért el Rapsodia című dalával. Ebben az évben jelent meg a Cu 'mme (Velem) című dal, amit Roberto Murolo énekessel énekelt el nápolyi nyelven.
1993-ban szintén a Sanremói Dalfesztiválon húgával, Loredanával duettet adtak elő a Stiamo come stiamo (Vagyunk, akik vagyunk) című dalt, amely a 14. helyet érte el.

### Halála
1995 elején Mia bejelentette, hogy turnéra indul Mimmo Cavallo énekes-dalszerzővel, annak ellenére, hogy ekkor már pár éve méhfibrómában szenvedett, amit nem akart megműttetni, mert féltette a hangját. Emiatt véralvadásgátló gyógyszert kezdett szedni. Barátai, kollégái és családja is ezt teszik utólag felelőssé Mia haláláért. Acirealében és Bariban is kórházi kezelésben részesült erős gyomor- és a bal karjában érzett fájdalom miatt.
Május 14-én menedzsere, aki már napok óta nem tudta felvenni a kapcsolatot Miával, a rendvédelmi erők segítségét kérte, hogy Mia apjának Varese megyében Cardano al Campo településen található házába bejusson (az énekesnő itt lakott már egy hónapja, hogy közel legyen apjához, akivel évekkel azelőtt összeveszett). A házban megtalálták Mia holttestét, Busto Arsizio ügyésze boncolást rendelt el, amely megállapította, hogy halálát kokaintúladagolás következtében kialakult szívmegállás okozta.

## Énekversenyeken

### Azzurro
- 1989: Donna
- 1990: Danza pagana
- 1992: Cu'mme és O' marenariello

### Cantagiro
- 1971: Amore...amore...un corno és Padre davvero
- 1972: Piccolo uomo
- 1990: Donna, Danza pagana, Domani più su, Un altro atlantico, Piccolo uomo, Minuetto, E non finisce mica il cielo, La nevicata del '56, Almeno tu nell'universo és Quante volte
- 1992: Gli uomini non cambiano, Lacrime és Minuetto - három szakaszt megnyert
- 1993: Vieneme (Enzo Gragnaniello és Roberto Murolo közreműködésével)

### Canzoniere dell'estate
- 1992: Rapsodia
- 1993: Vieneme (Enzo Gragnaniello és Roberto Murolo közreműködésével)

### Caravella dei successi
- 1975: Al mondo

### Eurovíziós Dalfesztivál
- 1977: London: Libera - 13. hely
- 1992: Malmö: Rapsodia - 4. hely

### Sanremói Dalfesztivál
- 1982: E non finisce mica il cielo - döntős, Kritikusok Díja
- 1989: Almeno tu nell'universo - 9. helyezés, Kritikusok Díja
- 1990: La nevicata del '56 - döntős, Kritikusok Díja
- 1992: Gli uomini non cambiano - 2. helyezés
- 1993: Stiamo come stiamo (húgával, Loredana Bertèvel) - 14. helyezés
- 1972-ben, az RCA Italiana jelölte Sanremóba, a Credo c. dallal, de a válogatásnál kiesett
- 1976-ban, a Ricordi jelölte Sanremóba, a L'amore è il mio orizzonte, aztán meg is jelentette
- 1981-ben, a DDD jelölte Sanremóba, az E ancora canto, aztán bekerült Mimì c. albumba
- 1985-ben, a DDD jelölte Sanremóba, a Spaccami il cuore, de kiesett
- 1994-ben, a Polygram kötelezte a Fesztiválon való fellépésre, az E la vita racconta c. dallal, de segítségül egy lemágneseződött demószalagot küldtek el, így nem győzte meg az elbírálókat.

### Festival Italiano
- 1994: Viva l'amore

### Festivalbar
- 1972: Piccolo uomo - 1. helyezés
- 1973: Minuetto - 1. helyezés
- 1974: Inno - vendégfellépő
- 1975: Donna con te - 4. helyezés
- 1976: Che vuoi che sia... se t'ho aspettato tanto - 7. helyezés
- 1978: Vola
- 1981: Ti regalo un sorriso
- 1989: Donna - Martini Mia c. albumával aranylemezes lett
- 1990: Domani più su - 3. helyezés

### Midem,Cannes
- 1973: Tu t'en vas quand tu veux
- 1975: Sabato
- 1977: Se finisse qui

### Velencei nemzetközi könnyűzenei mustra
- 1972/73: Donna sola - Aranygondola-díj
- 1973/74: Il guerriero és Bolero
- 1974/75: Inno és Agapimu
- 1976/77: Che vuoi che sia... se t'ho aspettato tanto
- 1981: E ancora canto

### Tenco-díj
- 1989: Almeno tu nell'universo és Donna

### Saint-Vincent
- 1978: Vola
- 1982: Bambolina bambolina
- 1985: Spaccami il cuore
- 1989: La donna cannone

### Garda-parti Aranyvitorla
- 1982: Quante volte
- 1991: Pensieri e parole

### Viva Napoli
- 1994: Luna rossa

### World Popular Song Festival Yamaha
- 1977: Ritratto di donna - 1. helyezés

## Egyéb dalbemutatók
- 1963: Festival di Bellaria: Come puoi farlo tu - 1. helyezés
- 1971: Festival di Avanguardie e Nuove Tendenze: Padre davvero - 1. helyezés
- 1975: Musical de Mallorca: Nevicate - Európai Kritikusok Díja
- 1981: Girofestival: a Mimì c. albummal
- 1982: Premiatissima: Quante volte, Io appartango a te és Solo noi
- 1992: Il Canzoniere dell'estate: Rapsodia
- 1993: Il Canzoniere dell'estate: Vieneme, Roberto Murolo és Enzo Gragnaniello közreműködésével

## Díjak és elismerések
- 1964: 1. helyezés, Festival di Bellaria az Il magone c. dallal
- 1971: 1. helyezés, Festival di Musica d'Avanguardia e Nuove Tendenze di Viareggio a Padre davvero c. dallal
- 1972: Premio della critica discografica a Nel mondo, una cosa c. albumért
- 1972: 1. helyezés, Festivalbar a Piccolo uomo c. dallal
- 1972: Aranylemez a Piccolo uomo c. dallal
- 1972: 1. helyezés, Mostra Internazionale di Musica Leggera di Venezia a Donna solával
- 1973: 1. helyezés, Festivalbar 1973 a Minuetto c. dalért
- 1973: Aranylemez a Minuetto c. dallal
- 1973: Ezüstálarc az év legjobb énekesnőjének
- 1974: Premio Deborah per il miglior trucco
- 1974: Aranylemez az év másfélmillió példányban eladott lemezért
- 1975: Premio della Critica di Palma de Mallorca a Nevicatéért
- 1975: Premio Deborah per il miglior trucco
- 1975: Premio de Il canzoniere dell'estate az év legjobb énekesének
- 1975: Telegatto a Vota la voce szavazásban az év legjobb énekesnőjének
- 1977: Megnyerte a "World Song Popular Festival Yamaha di Tokyo" versenyt, a Ritratto di donnával
- 1981: Eolo d'oro (Arany Aiolosz) Milazzo városától
- 1982: a Fesztivál Mia Martini-díja a E non finisce mica il cielo c. dalért
- 1984: Sigillo d'oro (Aranypecsét) a Rete 4-től
- 1989: Targa Tenco, az év legjobb előadójának
- 1989: a Fesztivál Mia Martini-díja a Almeno tu nell'universo c. dalért
- 1989: Telegatto, az év legjobb előadónőjének
- 1989: Címlapon az Il mattino 1891 újságban, „megújult sikereiért, amelyek hangja kivételes megjelenítő képességének köszönhetők"
- 1990: a Fesztivál Mia Martini-díja a La nevicata del '56-ért
- 1990: Targa Onda TV, Szicília helyi tévéhálózatától
- 1991: La più bella sei tu és az Almeno tu nell'universo
- 1992: 1. helyezés Sanremói Dalfesztiválon
- 1992: Rokonszenv-díj a Lacrime televíziós bemutató sajtókonferenciáján
- 1992: Három megnyert szakaszdíj, és 852 pont a Cantagirón
- 1992: Premio de Il Canzoniere dell'estate az év legjobb előadójának
- 1992: Premio Civiltà del mare Bagnara Calabra városától

## Érdekességek
- Legkeresettebb kislemezei: a Minuetto, Piccolo uomo, Donna sola és Almeno tu nell'universo; -albumai: a Nel mondo, una cosa, Il giorno dopo, Martini Mia és Lacrime.
- 30 éves pályafutása alatt sokszor váltott lemezkiadót: CAR Juke Box, Durium, Esse Records, RCA Italiana, Dischi Ricordi, Warner Bros Records, DDD, Fonit Cetra, Polygram, RTI Music.
- 1978-ban részt vett a Stryx c. műsorban Gipsy Stryx szerepében a Bene c. dalával, amelyben máglyán megégetett cigány boszorkányt alakított, válaszként a neki címzett sok átokra.
- 1982-ben, sok tévés szereplésén azt a zongoraklaviatúrát ábrázoló sálat és övet viselte, amelyet húgától, Loredanától kapott ajándékba.
- Utolsó fellépőruháit Giorgio Armani tervezte.
- 2019-ben mutatták be az életéről szóló filmet, Io sono Mia címmel, Serena Rossi főszereplésével.